# Кармайкл, Лора
Лора Эли́забет Карма́йкл (англ. Laura Elizabeth Carmichael, род. 18 июля 1986 или 16 июля 1986, Саутгемптон, Гэмпшир) — британская актриса.

## Биография
Родилась в Саутгемптоне в семье рентгенолога Сары и консультанта по программному обеспечению Энди Кармайклов. Начальное образование получила в детско-юношеской школе Ширли, среднее в школе Маунтбаттен, позже окончила колледж Питера Симондса.
В 2007 году окончила театральную школу Bristol Old Vic. Дебютом на телевидении для актрисы стала роль Эдит Кроули в телесериале «Аббатство Даунтон». В 2011 году получила эпизодическую роль в фильме «Шпион, выйди вон!», где её партнёром стал Бенедикт Камбербэтч.

## Личная жизнь
C 2014 года состоит в отношениях с актёром Майклом К. Фоксом, о чём стало известно в 2016 году. В 2021 году у них родился сын Люк.

## Фильмография
| Год       |   | Русское название            | Оригинальное название          | Роль                  |
| --------- | - | --------------------------- | ------------------------------ | --------------------- |
| 2009      | ф | Дом в конце нашей улицы     | House at the End of Our Street | Ивонн                 |
| 2010—2015 | с | Аббатство Даунтон           | Downton Abbey                  | леди Эдит Кроули      |
| 2010      | ф | Сердце Томаса Харди         | The Heart of Thomas Hardy      | Горничная             |
| 2011      | ф | Шпион, выйди вон!           | Tinker Tailor Soldier Spy      | Сэл                   |
| 2014      | ф | Госпожа Бовари              | Madame Bovary                  | Генриетта             |
| 2015      | ф | Ни пуха, ни праха           | Burn Burn Burn                 | Сеф                   |
| 2016      | с | Марчелла                    | Marcella                       | Мэдди Стивенсон       |
| 2016      | ф | Соединенное королевство     | A United Kingdom               | Мюриэль Уильямс       |
| 2019—2020 | с | Испанская принцесса         | The Spanish Princess           | Маргарет «Мэгги» Поул |
| 2019      | ф | Аббатство Даунтон           | Downton Abbey                  | леди Эдит Пелэм       |
| 2020—2022 | с | Секреты, которые она хранит | The Secrets She Keeps          | Агата Файвел          |
| 2022      | ф | Аббатство Даунтон 2         | Downton Abbey: A New Era       | леди Эдит Пелэм       |
| 2025      | ф | Аббатство Даунтон 3         | Downton Abbey 3                | леди Эдит Пелэм       |